# Audan Baisaq
Der Audan Baisaq (kasachisch Байзақ ауданы Baisaq audany, russisch Байзакский район Baisakski rajon) ist ein Bezirk im Gebiet Schambyl im Süden Kasachstan.

## Geografie
Der Audan Baisaq liegt im Süden Kasachstans im Gebiet Schambyl. Er grenzt im Norden an den Audan Mojynqum, im Osten an den Audan Turar Rysqulow, im Süden an die Stadt Taras und den Audan Schambyl und im Westen an den Audan Talas. 
Der Großteil der Bevölkerung konzentriert sich auf den südwestlichen Teil des Bezirkes, der an die Stadt Taras grenzt und vom Fluss Talas durchflossen wird. Entlang des Talas und seiner Nebenarme wird das Wasser des Flusses zur Bewässerung landwirtschaftlicher Flächen genutzt. Die Landschaft ist überwiegend flach, im Süden liegen die Ausläufer des Kirgisischen Gebirges, der nördliche Teil des Bezirkes besteht aus sandigen, trockenen oder steppenartigen Ebenen, die zur Wüste Mujunkum gehören. 

## Geschichte
Der Bezirk wurde am 4. Februar 1938 als Rajon Swerdlowsk gegründet, benannt nach dem russischen Revolutionär Jakow Swerdlow. Das Verwaltungszentrum des neuen Bezirks wurde das Dorf Michailowka (heute Sarykemer).
Nach der Unabhängigkeit Kasachstans von der Sowjetunion wurde der Bezirk am 20. Dezember 1995 umbenannt, seitdem trägt er den Namen Baisaq. Benannt ist er nach Baisaq Mämbetuly, einem kasachischen Krieger im 19. Jahrhundert.

## Bevölkerung
Bei der Volkszählung 1999 hatte der Audan Baisaq 68.719 Einwohner. Die Volkszählung 2009 ergab für den Bezirk eine Einwohnerzahl von 82.784. Bei der letzten Volkszählung 2021 lebten 102.864 Menschen im Audan Baisaq. Die Fortschreibung der Bevölkerungszahl ergab zum 1. Januar 2025 eine Einwohnerzahl von 106.509.
| Einwohnerentwicklung               | Einwohnerentwicklung | Einwohnerentwicklung | Einwohnerentwicklung | Einwohnerentwicklung | Einwohnerentwicklung | Einwohnerentwicklung | Einwohnerentwicklung |
| 1939                               | 1959                 | 1970                 | 1979                 | 1989                 | 1999                 | 2009                 | 2021                 |
| ---------------------------------- | -------------------- | -------------------- | -------------------- | -------------------- | -------------------- | -------------------- | -------------------- |
| 24.570                             | 31.768               | 51.840               | 59.319               | 62.220               | 68.719               | 82.784               | 102.864              |
| Anmerkung: Volkszählungsergebnisse |                      |                      |                      |                      |                      |                      |                      |

## Verwaltungsgliederung
Der Audan Baisaq ist in 18 ländliche Bezirke (kasachisch Ауылдық округ Auyldyq okrug; russisch Сельский округ Selski okrug) gegliedert (Stand: 2021).
| Ländlicher Kreis | Einwohner | Einwohner | Orte                                                                             |
| Ländlicher Kreis | 2009      | 2021      | Orte                                                                             |
| ---------------- | --------- | --------- | -------------------------------------------------------------------------------- |
| Bäiterek         | 957       | 2.050     | Basarbai, Qossaq                                                                 |
| Botamoinaq       | 4.579     | 6.574     | Baisaq, Botamoinaq, Üschbulaq                                                    |
| Buryl            | 10.292    | 11.866    | Buryl, Qumschota                                                                 |
| Dichan           | 2.841     | 3.045     | Aimantöbe, Dichan, Schengis                                                      |
| Köktal           | 2.520     | 3.495     | Köktal                                                                           |
| Köpterek         | 2.276     | 2.180     | Kenges                                                                           |
| Myrsatai         | 3.228     | 3.440     | Dichan, Myrsatai, Sengkibai                                                      |
| Qostöbe          | 5.621     | 6.412     | Qostöbe, Talas, Talas                                                            |
| Qysylschuldys    | 5.070     | 6.300     | Krasnaja Swesda                                                                  |
| Sarykemer        | 24.314    | 32.043    | Sarykemer                                                                        |
| Sasterek         | 1.502     | 1.785     | Abai, Aqtöbe, Schangassas                                                        |
| Schalghystöbe    | 2.810     | 2.851     | Aqqija, Schetibai, Törtkül                                                       |
| Schangaturmys    | 3.653     | 3.543     | Aqscholaq, Kökbastau, Qainar, Schangaturmys, Schibek Scholy, Tegistik, Töregeldi |
| Suchanbai        | 2.064     | 2.434     | Kökösek, Qossy batyr, Schaqasch                                                  |
| Temirbek         | 2.113     | 1.690     | Sarybaraq, Schachan, Tegistik                                                    |
| Tüimekent        | 6.293     | 8.395     | Aqschar, Tüimekent                                                               |
| Ülgili           | 1.783     | 2.764     | Ülgili                                                                           |
| Yntymaq          | 2.015     | 1.997     | Mädimar                                                                          |